# トマス・グレイ (第2代スタンフォード伯爵)

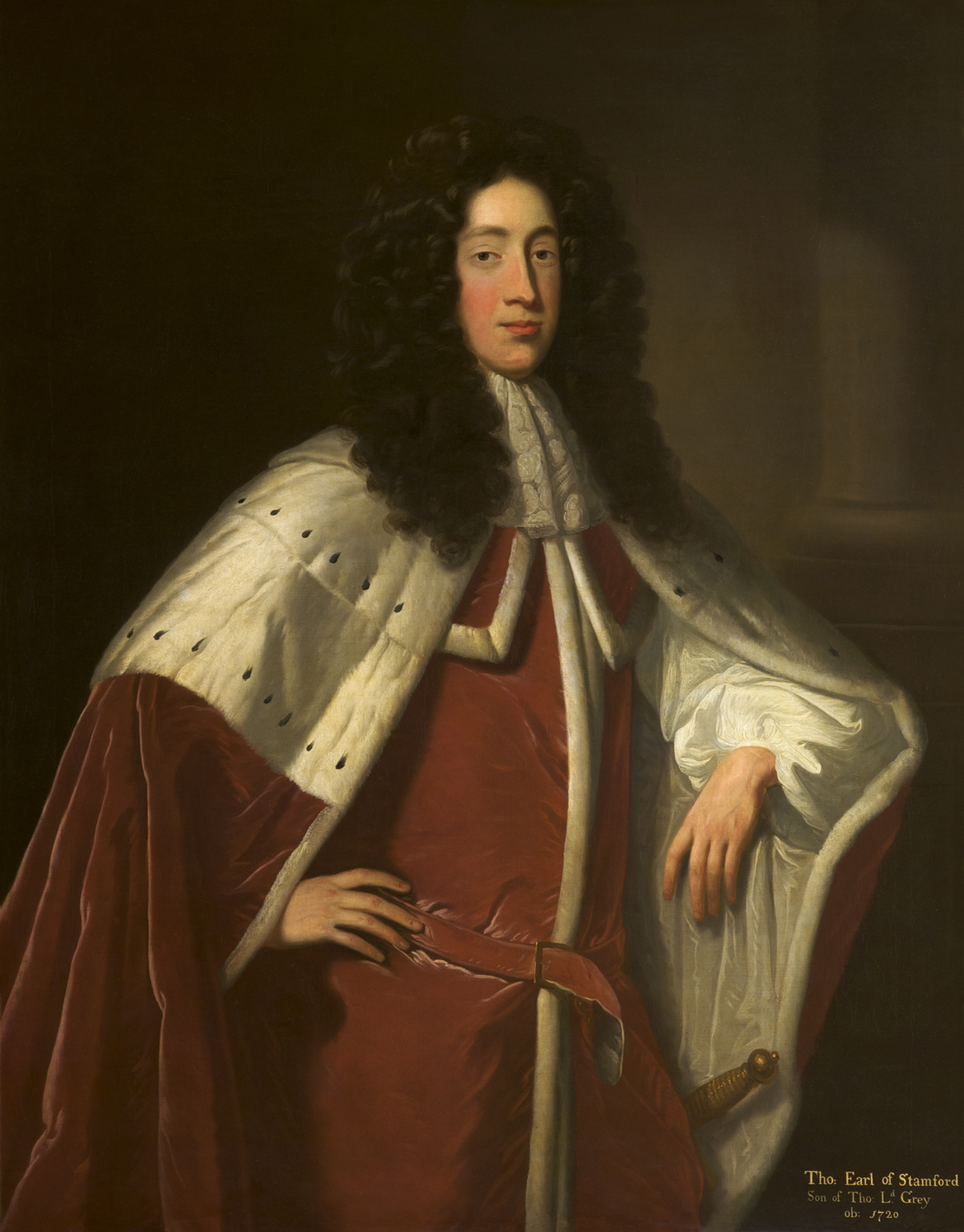
ジョナサン・リチャードソンによる肖像画、1700年代。

第2代スタンフォード伯爵トマス・グレイ（英語: Thomas Grey, 2nd Earl of Stamford PC FRS、1654年 – 1720年1月31日）は、イギリスの貴族、政治家。

## 生涯
トマス・グレイとドロシー・バウチャー（Dorothy Bourchier）の息子として、1654年に生まれた。1657年に父が死去した。1667年7月1日にオックスフォード大学クライスト・チャーチに入学、1668年6月23日にM.A.の学位を修得した。1673年7月21日に祖父にあたる初代スタンフォード伯爵ヘンリー・グレイが死去すると、スタンフォード伯爵の爵位を継承した。
イングランド王チャールズ2世の恣意的な施策に対抗しようとしたが、1685年7月に逮捕される憂き目に遭い、釈放された後はオラニエ公ウィレム3世に味方した。名誉革命の後は1694年に枢密顧問官に、1696年にデヴォン統監に、1697年にランカスター公領大臣に、1699年に第一商務卿に就任したが、1702年にアン女王が即位すると罷免された。その後、1707年から1711年まで第一商務卿を再任した。また、1689年3月25日から1702年8月22日までレスターシャー首席治安判事を、1696年4月24日から1711年1月30日までデヴォン首席治安判事を務めた。
1708年5月12日、王立協会フェローに選出された。
1720年1月31日に死去、息子がいなかったため従弟ヘンリー（叔父ジョンの息子）が爵位を継承した。

## 家族
エリザベス・ハーヴィー（Elizabeth Harvey、1687年没、ダニエル・ハーヴィーの娘）と結婚したが子供はなく、続いてメアリー・メイナード（Mary Maynard、1722年11月9日没、ジョセフ・メイナード）と再婚したが、子供は儲けなかった。

## 関連図書
- Kingsford, Charles Lethbridge (1890). "Grey, Thomas (1654-1720)" . In Stephen, Leslie; Lee, Sidney (eds.). Dictionary of National Biography (英語). Vol. 23. London: Smith, Elder & Co. p. 207.

| 公職                                | 公職                                       | 公職                        |
| ----------------------------------- | ------------------------------------------ | --------------------------- |
| 先代 ウィラビー・デ・エアズビー男爵 | ランカスター公領大臣 1697年 – 1702年       | 次代 ジョン・ルーソン＝ゴア |
| 先代 ブリッジウォーター伯爵         | 第一商務卿 1699年 – 1702年                 | 次代 ウェイマス子爵         |
| 先代 ウェイマス子爵                 | 第一商務卿 1707年 – 1711年                 | 次代 ウィンチルシー伯爵     |
| 名誉職                              |                                            |                             |
| 先代 ハンティンドン伯爵             | レスターシャー首席治安判事 1689年 – 1702年 | 次代 ラトランド伯爵         |
| 先代 バース伯爵                     | デヴォン統監 1696年 – 1702年               | 次代 ポーレット伯爵         |
| 先代 バース伯爵                     | デヴォン首席治安判事 1696年 – 1711年       | 次代 ポーレット伯爵         |
| イングランドの爵位                  |                                            |                             |
| 先代 ヘンリー・グレイ               | スタンフォード伯爵 1673年 – 1720年         | 次代 ヘンリー・グレイ       |